# Conversation Piece (chanson)
Pour les articles homonymes, voir Conversation Piece (homonymie).
Conversation Piece est une chanson de David Bowie enregistrée pour la première fois en avril 1969 et parue en face B du single The Prettiest Star l'année suivante. Le chanteur, qui désespère alors de rencontrer le succès et que sa rupture récente avec Hermione Farthingale laisse inconsolé, s'y dépeint sous les traits d'un écrivain obscur, dépressif, solitaire et inadapté au monde. 
De nouvelles versions du titre ont été enregistrées en 2000, un octave plus bas et sur un rythme plus lent ; elles ont été publiées en 2021 dans l'album posthume Toy. La chanson donne par ailleurs son titre à un coffret d'enregistrements de jeunesse sorti en 2019, dans lequel elle est intégrée à l'album Space Oddity remixée pour l'occasion. 

## Description
Le narrateur est un écrivain obscur, maladroit et timide, qui vit dans la solitude de son petit appartement londonien jonché de manuscrits, « au dessus d'une épicerie » tenue par un Autrichien qui subvient à ses besoins alimentaires et qui est son seul interlocuteur : malgré ses longues études, le narrateur peine à se faire comprendre de cet étranger. Les yeux brouillés de larmes, il exprime qu'il est « un penseur, pas un parleur », qu'il n'a « de toutes façons personne à qui parler » dans un monde où les gens « vont par deux, par trois ou plus ».  
« For all my years of reading conversation
I stand without a word to say. »
La chanson est une étude sur la solitude et une esquisse des nombreux textes consacrés par Bowie à un monde auquel les gens peinent à s'adapter. Elle s'inscrit ainsi dans un ensemble de titres écrits au fil de la carrière de Bowie où dominent l'introspection dépressive et la mélancolie : The Shadow Man, plus tardivement It's No Game, The Loniest Guy, Bring Me the Disco King, etc. Le mouvement d'ensemble qui voit passer le narrateur de la « route » à un « pont  » puis à l'« eau » peut être compris comme une allusion au suicide,. Le titre, Conversation Piece, peut ne faire référence qu'à un simple « bout de discussion » qui n'intéresserait personne, mais qualifie aussi en histoire de l'art une peinture de genre développée en Angleterre au XVIIIe siècle et représentant un portrait de groupe au caractère intimiste.
A l'opposé du Ziggy Stardust fraternel et extraverti de Rock'n'Roll Suicide, une chanson pourtant sur le même thème, le narrateur exprime une sensation d'isolement du monde qu'il exprimera à nouveau à travers Major Tom, un autre de ses persona.
Le refrain en do majeur sépare deux couplets en la mineur ; le choix d'une tonalité en la majeur pour le dernier couplet suggère une prise de recul du compositeur avec son texte.

## Inspiration
Au doute qui envahit le musicien quant à ses chances de trouver le succès s'ajoute la tristesse dans laquelle l'a plongé le départ quelques semaines plus tôt de sa première petite amie, Hermione Farthingale,. Pour Pete Doggett « le fantôme d'Hermione plane comme une brume gothique sur sa voix chaude et rauque ».
Dans l'appartement mentionné dans les paroles, des biographes croient voir la chambre que Bowie occupait sur Manchester Square chez son manager Kenneth Pitt.
Sont évoquées comme sources d'inspiration du titre I Am A Rock de Simon and Garfunkel,, et What's Gnawing At Me de Biff Rose (1968),.

## Critiques
Kenneth Pitt a estimé que le morceau est « une des compositions les plus sous-estimées et les moins connues » de Bowie, et qu'il évoque à merveille « l'atmosphère de [la] chambre [que Bowie occupait dans son] appartement, et peut-être de toutes les chambres dans lesquelles il a vécu et travaillé ».
Son biographe Nicholas Pegg loue la mélancolie qui se dégage de ses « paroles émouvantes ».  
Mike Garson qualifie la mélodie de « déchirante ». 
Chris O'Leary voit dans ce titre le « joyau » des sessions d'enregistrements de Toy, bien plus sombre que la version d'origine. C'est aussi l'avis de Theodore Ammon, qui estime que le morceau a gagné en sincérité et que le Bowie âgé qui se penche sur ses fantasmes de jeune homme s'exprime désormais sans fard, et non plus derrière le masque d'un personnage. 

## Postérité
Belle and Sebastian ont été influencés par ce morceau pour leurs premiers albums.

## Versions

### Enregistrements de 1969
L'enregistrement le plus ancien connu date probablement de début 1969. L'introduction à la guitare est celle de la chanson Starman et on entend Bowie trébucher sur la dernière syllabe d'un vers en fin de premier couplet (in my hair pour in my eyes). On peut l'écouter dans le coffret Conversation Piece paru en 2019 (3' 47).
 Une nouvelle version démo est enregistrée mi avril 1969, dans l'appartement que Bowie occupe alors au 24 Foxgrove Road à Beckenham. Le chanteur, à la guitare 12 cordes, est accompagné par la seconde voix et la guitare acoustique de son ami John Hutchinson. Hutch y souffle à Bowie les accords d'ouverture définitifs. Elle figure également dans le coffret Conversation Piece de 2019 (3' 31).  
 La première version studio est captée entre fin juillet et début septembre 1969 au studio Trident de Londres, pendant les sessions de Space Oddity et plus précisément le même jour que An Occasional Dream. Elle n'est finalement pas retenue pour l'album Space Oddity (peut-être pour ne pas trop tirer la tonalité de l'album vers la mélancolie qui a envahi Bowie après que Hermione Farthingale l'a quitté) et ne sort que le 6 mars 1970 comme face B du single The Prettiest Star (Mercury MF 1135, 3' 05). Contrebalançant le ton lugubre de ce qui aurait pu n'être qu'une mélodie larmoyante, la guitare principale, déformée par une pédale et soutenue par un violoncelle, confère au morceau une sonorité country tandis que le contre-chant d'un hautbois rappelle l'ambiance de rêverie de titres comme An Occasionnal Dream ou Letter to Hermione. Le mixage est produit par Tony Visconti. Il s'agit d'une version mono, qu'on retrouve en 1990 dans une réédition par Rykodisc de Space Oddity (Rykodisc RCD 10131).
- David Bowie : chant
- Keith Christmas[5] : guitare acoustique 12 cordes
- Mick Wayne[5] ou Tim Renwick[3] : guitare (la rumeur selon laquelle Marc Bolan tiendrait la guitare sur cet enregistrement est fausse[3])
- John Lodge[5] ou peut-être Tony Visconti[3] : guitare basse
- John Cambridge[5] ou un batteur anonyme recruté au studio, selon Tony Visconti[3] : batterie
- Musiciens non crédités : violoncelle, hautbois[5].

 Un nouveau mixage en est effectué aux studios Chappell par Tris Penna en 1987. Réalisé en stéréo, il élimine une distorsion sonore et complète d'une note l'introduction. Ce mixage stéréo est publié en bonus de la réédition de 2009 de Space Oddity (EMI EMC 3571, 3' 11).
 Un nouveau mixage est effectué par Tony Visconti en 2019. Réalisé dans le cadre du remixage stéréo (également par Tony Visconti) de l'album Space Oddity,  il est intégré dans une de ses rééditions à la huitième piste entre Wild Eyed Boy from Freecloud et God Knows I'm Good. La chanson et l'album sont publiés en 2019 dans le coffret qui porte le nom de la chanson.

### Enregistrements de 2000
Pendant ses concerts de 1999 et 2000 qui suivent la sortie de l'album 'hours...', Bowie a l'idée de reprendre sur scène quelques-unes de ses chansons des années 1960. Dans la foulée il entre en studio mi 2000 avec ses musiciens de concert et le projet de réaliser un album composé de nouvelles versions de ces titres. C'est dans ce contexte que les pistes principales de Conversation Piece sont captées en juillet au Sear Sound Studio, et complétées par des overdubs en octobre au Looking Glass Studios puis par un enregistrement de cordes vers la fin de l'année qu'arrangera Tony Visconti. Bowie, qui chante un octave plus bas et sur un rythme plus lent, produit lui-même le morceau avec Mark Plati. Il existe trois mixages de ces enregistrements : 
- l'une paraît sur le disque bonus qui accompagne la sortie de Heathen le 11 juin 2002 (ISO / Columbia 508222 9, 3' 51)[5] ;
- une autre fuite sur internet en 2011[3] ; c'est ce mix qui est utilisé pour l'album Toy sortie en 2021.
- la troisième est une version acoustique.

Les trois sont regroupées dans le coffret Toy de 2022. On y entend : 
- David Bowie : chant
- Earl Slick : guitare
- Mark Plati : guitare rythmique
- Lisa Germano : mandoline, chœurs
- Mike Garson : piano
- Gail Ann Dorsey : guitare basse
- Sterling Campbell : batterie
- Holly Palmer, Emm Gryner : chœurs
- Elena Barere : premier violon
- Musiciens non crédités : violons, altos, violoncelles